# Maximumkarte
Eine Maximumkarte ist eine Ansichtskarte mit einer bildseitigen Briefmarke des gleichen Bildmotivs und einem möglichst passenden Poststempel, meist als Sonderstempel.  Ziel dabei ist es, ein Maximum an motivlicher, örtlicher und zeitlicher Übereinstimmung der drei Elemente Ansichtskarte, Briefmarke und Stempel zu erreichen. Dieses spezielle Sammelgebiet wird als Maximaphilie bezeichnet. Bei diesem Sammelgebiet kommt es zu einer Überschneidung von Motivphilatelie (Briefmarken, Poststempel) und Philokartie (Postkarten). Einige Sammler davon sind bestrebt, möglichst vom Ausgabetag der Briefmarke eine Karte mit passendem Sonderstempel zu bekommen.
Falls Ansichtskarte, Briefmarke und Poststempel nicht übereinstimmend sind, dann handelt es sich schlicht um eine „TCV-Karte“ (Timbre sur côté vue = Marke bildseitig). Maximumkarten sind also eine Sonderform der „TCV-Karten“. Bei zweifacher Übereinstimmung handelt es sich ebenfalls nur um eine TCV-Karte.